# Litoria quadrilineata
La rana arbórea rayada (Litoria quadrilineata) es una especie de anfibio anuro del género Litoria, de la familia Hylidae.

## Distribución
Se trata de una especie endémica de una zona pantanosa de la localidad de Merauke, al sur de la provincia de Papúa, en la mitad perteneciente a Indonesia de la isla de Nueva Guinea. Los registros de su existencia son muy escasos desde su descubrimiento, ocurrido a finales de los años sesenta del siglo XX.